# Dacus axanus
Dacus axanus är en tvåvingeart som först beskrevs av Erich Martin Hering 1938.  Dacus axanus ingår i släktet Dacus och familjen borrflugor. Inga underarter finns listade i Catalogue of Life.